# هنري ويليامز (كرة سلة)
هنري ويليامز (بالإنجليزية: Henry Williams) مواليد 6 يونيو 1970 في إنديانابوليس، هو لاعب كرة سلة أمريكي معتزل. بدأ مسيرته الاحترافية في سنة 1992. تم اختياره من قبل فريق سان أنطونيو سبرز خلال الدرافت. يبلغ طوله 6 قدم 3 بوصة (1.9 م). حقق المركز الثاني في ألعاب النوايا الحسنة 1990. اعتزل اللعب في 2002.

## المسيرة الاحترافية
لعب مع سكاليجيرا باسكت فيرونا من سنة 1993 إلى 1995، ثم لعب مع تريفيزو لكرة السلة في الدوري الإيطالي من سنة 1995 إلى 1999، ثم لعب مع فيرتوس روما في موسم 1999–2000، ثم لعب مع سكاليجيرا باسكت فيرونا في موسم 2000–2001، ثم لعب مع باسكت نابولي في سنة 2002.

## الميداليات
| الميدالية | المسابقة                         |
| --------- | -------------------------------- |
| برونزية   | بطولة كأس العالم لكرة السلة 1990 |
| فضية      | ألعاب النوايا الحسنة 1990        |

## روابط خارجية
- هنري ويليامز على موقع الاتحاد الدولي لكرة السلة (الإنجليزية)
- هنري ويليامز على موقع سبورتس رفرنس (الإنجليزية)
- هنري ويليامز على موقع كرة السلة الأوروبية.كوم (الإنجليزية)
- هنري ويليامز على موقع كلية كرة السلة في سبورتس رفرنس.كوم (الإنجليزية)
- هنري ويليامز على موقع ريلجم (الإنجليزية)
- هنري ويليامز على موقع بروبوليرز (الإنجليزية)
- هنري ويليامز على موقع سبورتس رفرنس (الإنجليزية)